# Universiteit van Turijn
De Universiteit van Turijn (Italiaans: Università degli Studi di Torino, UNITO) is een universiteit in Turijn in het gewest Piëmont in Noordwest-Italië.

## Geschiedenis
De universiteit van Turijn werd in 1404 gesticht door de vorst Lodewijk van Piëmont. Van 1427 tot 1436 was de zetel van de universiteit overgeheveld naar Chieri en Savigliano. Het instituut werd vanwege de Franse bezetting in 1536 gesloten en dertig jaar later opnieuw opgebouwd door hertog Emanuel Filibert. Het begon zijn moderne vorm te krijgen door het model van de Universiteit van Bologna te volgen, hoewel er geen belangrijke ontwikkelingen plaatsvonden tot de hervormingen eind 17e-begin 18e eeuw van Victor Amadeus II, die ook het Collegio delle Province stichtte voor studenten die niet uit Turijn kwamen.
Bekende studenten uit die tijd zijn onder meer Cesare Lombroso, Carlo Forlainini en Arturo Graf.
In de 20e eeuw was de universiteit een van de centra van het Italiaanse antifascisme. In de naoorlogse periode was de groei van het aantal studenten en de verbetering van de campusstructuur imponerend, hoewel ze wel een gedeelte van hun betekenis verloren tot er een nieuwe golf van investeringen kwam aan het einde van die eeuw. De nieuwe impuls werd uitgevoerd in samenwerking met nationale en internationale onderzoekscentra, en met lokale organisaties en de Italiaanse minister van onderwijs.

## Campussen

### Hoofdcampus in Turijn
De universiteit is verdeeld in 55 departementen die zich bevinden in 12 faculteiten:
- Landbouw
- Economie
- Onderwijskunde
- Vreemde talen en letterkunde
- Recht
- Letteren en filosofie
- Wiskunde, natuurkunde en natuurwetenschappen
- Geneeskunde en chirurgie
- Artsenijbereidkunde
- Politieke wetenschappen
- Psychologie
- Diergeneeskunde

### Scholen
Daarnaast heeft de universiteit scholen (Scuole) voor bepaalde wetenschapsgebieden, soms samen met andere instellingen:
- De interfacultaire school voor biotechnologie
- De interfacultaire school voor autowetenschappen (SUISM)
- De interfacultaire school voor strategische studies
- School voor bedrijfskunde
- De interuniversitaire school voor middelbare school docenten
- De school voor toegepaste psychologie
- De Internationale school van gevorderde studies van de Universiteit van Turijn
- Het interuniversitair centrum voor vergelijkende analyses van instellingen, economie en rechten
- Het centrum voor cognitiewetenschap

### Gedecentraliseerde faculteiten
De universiteit heeft meerdere faculteiten, meestal in het Noordwesten van Italië. Er zijn afdelingen op het gebied van:
- Landbouw
- Economie
- Farmacologie
- Recht
- Letteren en filosofie
- Geneeskunde en chirurgie
- Diergeneeskunde
- Onderwijskunde
- Politieke wetenschappen